# HootSuite
HootSuite é um sistema norte-americano especializado em gestão de marcas na mídia social, fundado em 28 de novembro de 2008 por Ryan Holmes na cidade de Vancouver no Canadá. A interface do usuário toma a forma de painel de controle e ampara na integração com as redes sociais Facebook, Twitter, LinkedIn, Google+, Foursquare, Mixi, MySpace, Ping.fm e WordPress. Está disponível em sete idiomas, sendo eles Português, Espanhol, Inglês, Francês, Italiano, Polonês e Japonês. O site ocupa a posição 142 no Alexa. Integrações adicionais estão disponíveis através de seu app que inclui suporte ao Tumblr, Trendspottr, Constant Contact, Digg, Flickr, Get Satisfaction, InboxQ e YouTube.
Em janeiro de 2012, o site contabilizou cerca de 3 milhões de usuários e mais de 700 milhões de mensagens.

## História
Em 2008, Ryan Holmes sentiu necessidade de uma ferramenta para gerir eficazmente várias redes de mídia social em sua agência de serviços digitais, a Invoke Media. Constatando de que não havia no mercado nenhum produto similar que oferecesse todas as características que procurava, Ryan Holmes, juntamente com Dario Meli, Tedman David e a equipe de sua empresa, desenvolveu uma plataforma própria capaz de organizar várias contas de comunicação social e de redes. A primeira interação deste sistema de gerenciamento de mídia social foi em 28 de novembro de 2008 sob a forma de um painel de controle do Twitter chamado BrightKit.
Reconhecendo que muitos outros indivíduos e organizações em todo o mundo enfrentavam problemas semelhantes com o gerenciamento de várias contas sociais, Ryan decidiu que o BrightKit poderia ser a solução para outras empresas que também procuravam organizar suas próprias contas nas redes sociais. O lançamento do BrightKit obteve uma recepção muito positiva graças à sua interface limpa e recursos de publicação.
Em fevereiro de 2009 Ryan lançou um concurso para mudar o nome da plataforma, utilizado sugestões no painel de mais de 100.000 usuários e oferecendo um prêmio de US$ 500 para o ganhador. A ideia vencedora foi HootSuite, um apelido enviado por um usuário chamado Matt Nathan baseado em uma coruja, tendo sido adotado como logotipo. 	
Em novembro de 2009 o painel de controle do HootSuite expandiu sua oferta para continuar o suporte ao Facebook e LinkedIn, possibilitando utilizar as listas do Twitter.
Em dezembro de 2009 a HootSuite foi desmembrada da Invoke Media e lançada oficialmente como empresa independente, HootSuite Media, Inc. No mesmo mês a HootSuite recebeu US$1.9 milhões em financiamento do Hearst Interactive Media, Blumberg Capital e dos investidores proeminentes Social Concepts e Geoff Entress. Em março de 2012, HootSuite atraiu um investimento de US $ 20 milhões da OMERS Ventures, o braço de investimento de capital de risco da Ontario Municipal Employees Retirement System com um fundo de pensão de US$ 55 bilhões. A OMERS não comprou sua participação direta na empresa, mas sim ações privadas em uma transação secundária a partir de vários funcionários e investidores iniciais, disse o diretor executivo Ryan Holmes.
No final de março de 2012 a HootSuite levantou US $20 milhões em um investimento secundário levando a se avaliar a empresa em US$ 200 milhões.